# Cynthia Djohoré
Cynthia Djohoré (* 2. Dezember 1990 in Gagnoa) ist eine ivorische Fußball- und ehemalige Volleyballspielerin.

## Karriere

### Verein
Djohoré spielte in ihrer Jugend Volleyball und Fußball. 2008 startete sie ihr Sportstudium an der Université de Cocody-Abidjan und spielte an dieser Volleyball. Im Frühjahr 2010 beendete sie ihre Volleyballkarriere und konzentrierte sich auf den Fußball, als sie Torhüterin in der höchsten ivorischen Frauenliga bei Onze Sœurs Gagnoa wurde. Dort wurde sie 2011 als Torhüterin des Jahres mit dem Ballon d’Or der Fédération Ivoirienne de Football (FIF) ausgezeichnet. Im Frühjahr 2012 verließ sie ihren Verein Onze Sœurs und wechselte auf Leihbasis zum Ligarivalen Sisters of Eleven Gagnoa. Im September 2012 kehrte sie von Sisters of Eleven zu ihren Stammverein Onze Sœurs zurück.

### Nationalmannschaft
Seit 2011 steht sie im Kader der Ivorische Fußballnationalmannschaft der Frauen und wurde am 26. Oktober 2012 für den Coupe d’Afrique des nations féminine de football nominiert.

## Volleyballkarriere
Vor ihrer Karriere als Fußballerin spielte sie erfolgreich Volleyball. In diesem Sport spielte sie von 2007 bis 2008 in höchsten Frauenliga für den Verein Magnans d’Adjamé und an der 2009 Université de Cocody-Abidjan. Im Jahr 2009 spielte sie zudem einige Spiele für die U-20 der Elfenbeinküste.